# Jocs Panafricans de 1987
Els Jocs Panafricans de 1987 van ser la quarta edició dels Jocs Panafricans i es van celebrar entre l'1 d'agost de 1987 i el 12 d'agost de 1987 a Nairobi, Kenya.

## Desenvolupament
Des del començament s'havia intentat organitzar els Jocs cada quatre anys. Les dificultats econòmiques i polítiques havien impedit que això es produís fins aleshores. Els quarts Jocs s'havien d'haver organitzat el 1982, però la dèbil economia kenyana impedí que se celebressin. La Xina ajudà proporcionant els ingressos necessaris per començar a construir el Kasarani Stadium, però fou massa tard per arribar a la fita. Es suggerí que Tunis organitzés els quarts Jocs el 1982 i Nairobi els cinquens el 1986. Finalment es votà en contra d'aquesta proposta i que Nairobi els celebrés el 1986. Això tampoc fou suficient i finalment la competició fou inaugurada l'agost de 1987. A partir d'aquesta edició es començaren a organitzar cada quatre anys, per fi.
Una torxa fou rellevada des de Nairobi a la costa, a les muntanyes i retornant a Nairobi on el campió del món John Ngugi la introduí a l'estadi davant 80.000 espectadors.
Les dificultats d'organització en habitatge i instal·lacions, típiques en esdeveniments com aquests, foren evidents en els jocs de Nairobi, malgrat tot, però al final Jocs finalitzaren sense cap entrebanc fort.
Egipte guanyà la final de futbol el darrer dia davant Kenya, i finalitzà en la primera posició del medaller un cop més.

## Medaller
País amfitrió en negreta.
| Medaller dels Jocs Panafricans de 1987 | Medaller dels Jocs Panafricans de 1987 | Medaller dels Jocs Panafricans de 1987 | Medaller dels Jocs Panafricans de 1987 | Medaller dels Jocs Panafricans de 1987 | Medaller dels Jocs Panafricans de 1987 |
| -------------------------------------- | -------------------------------------- | -------------------------------------- | -------------------------------------- | -------------------------------------- | -------------------------------------- |
| Posició                                | País                                   | Or                                     | Argent                                 | Bronze                                 | Total                                  |
| 1                                      | Egypt                                  | 31                                     | 22                                     | 20                                     | 73                                     |
| 2                                      | Tunisia                                | 28                                     | 26                                     | 22                                     | 76                                     |
| 3                                      | Nigeria                                | 23                                     | 16                                     | 21                                     | 60                                     |
| 4                                      | Kenya                                  | 22                                     | 25                                     | 16                                     | 63                                     |
| 5                                      | Algeria                                | 13                                     | 23                                     | 23                                     | 59                                     |
| 6                                      | Senegal                                | 7                                      | 2                                      | 12                                     | 21                                     |
| 7                                      | Ethiopia                               | 3                                      | 5                                      | 4                                      | 12                                     |
| 8                                      | Ghana                                  | 3                                      | 3                                      | 1                                      | 7                                      |
| 9                                      | Uganda                                 | 3                                      | 2                                      | 4                                      | 9                                      |
| 10                                     | Zimbabwe                               | 2                                      | 5                                      | 6                                      | 13                                     |
| 11                                     | Madagascar                             | 2                                      | 4                                      | 2                                      | 8                                      |
| 12                                     | Cameroon                               | 1                                      | 1                                      | 7                                      | 9                                      |
| 13                                     | Côte d'Ivoire                          | 1                                      | 1                                      | 2                                      | 4                                      |
| 14                                     | Mauritius                              | 1                                      | 1                                      | 0                                      | 2                                      |
| 14                                     | Zaire                                  | 1                                      | 1                                      | 0                                      | 2                                      |
| 16                                     | Tanzania                               | 0                                      | 2                                      | 5                                      | 7                                      |
| 17                                     | Republic of the Congo                  | 0                                      | 2                                      | 0                                      | 2                                      |
| 18                                     | Ruanda                                 | 0                                      | 1                                      | 0                                      | 1                                      |
| 19                                     | Zambia                                 | 0                                      | 0                                      | 3                                      | 3                                      |
| 20                                     | Seychelles                             | 0                                      | 0                                      | 2                                      | 2                                      |
| 21                                     | Malawi                                 | 0                                      | 0                                      | 1                                      | 1                                      |
| 21                                     | Chad                                   | 0                                      | 0                                      | 1                                      | 1                                      |
| 21                                     | Angola                                 | 0                                      | 0                                      | 1                                      | 1                                      |
| 21                                     | Mozambique                             | 0                                      | 0                                      | 1                                      | 1                                      |
| 21                                     | Burundi                                | 0                                      | 0                                      | 1                                      | 1                                      |
|                                        |                                        | 164                                    | 159                                    | 176                                    | 499                                    |

## Resultats

### Atletisme
Tres atletes, un home i dues dones, guanyaren més d'una prova:
- Selina Chirchir, Kenya (800 metres i 1500 metres)
- Maria Usifo, Nigèria (100 m tanques i 400 m tanques)
- Adewale Olukoju, Nigèria (llançament de pes i llançament de disc)

A més, Nigèria guanyà les quatre curses de relleus; 4x100 metres i 4x400 metres masculines i femenines.
Noves proves entraren al programa: 3000 metres, 10000 metres, 400 metres tanques i 5000 metres marxa.

### Basquetbol
- Homes: 1. Angola, 2. Senegal
- Dones: 1. Zaire

### Hoquei herba
L'hoquei sobre herba entrà per primer cop als Jocs. La seu fou el City Park Hockey Stadium.
- Homes: 1. Kenya, 2. Zimbàbue, 3. Egipte, 4. Ghana, 5. Tanzània, 7. Zàmbia[1]

### Futbol
El torneig de futbol fou guanyat per Egipte. Fou la primera edició en la que la nació amfitriona no guanyà en aquest esport, tot i que Kenya acabà segona. Malawi guanyà la seva primera medalla en uns Jocs.
| Or     | Argent | Bronze |
| Egipte | Kenya  | Malawi |

### Handbol
- Homes: 1. Algèria, 2. República del Congo, 3. Egipte[2]

### Taekwondo
La competició de taekwondo es disputà al Desai Memorial Hall entre l'1 d'agost i el 4 d'agost. Els campions masculins foren:
| Pes     | Campió          | Nacionalitat |
| ------- | --------------- | ------------ |
| Aleta   | Anthony Mensah  | Ghana        |
| Mosca   | John Kariuki    | Kenya        |
| Gall    | John Phafoli    | Lesotho      |
| Ploma   | Molise Tau      | Lesotho      |
| Lleuger | Dominic Kim     | Nigèria      |
| Welter  | Osborne Kunenei | Swazilàndia  |
| Mitjà   | Anthony Ilukhor | Nigèria      |
| Pesant  | Pius Ilukhor    | Nigèria      |

### Voleibol
- Homes: 1. Camerun
- Dones: 1. Egipte, 2. Kenya